# Remmert Wielinga

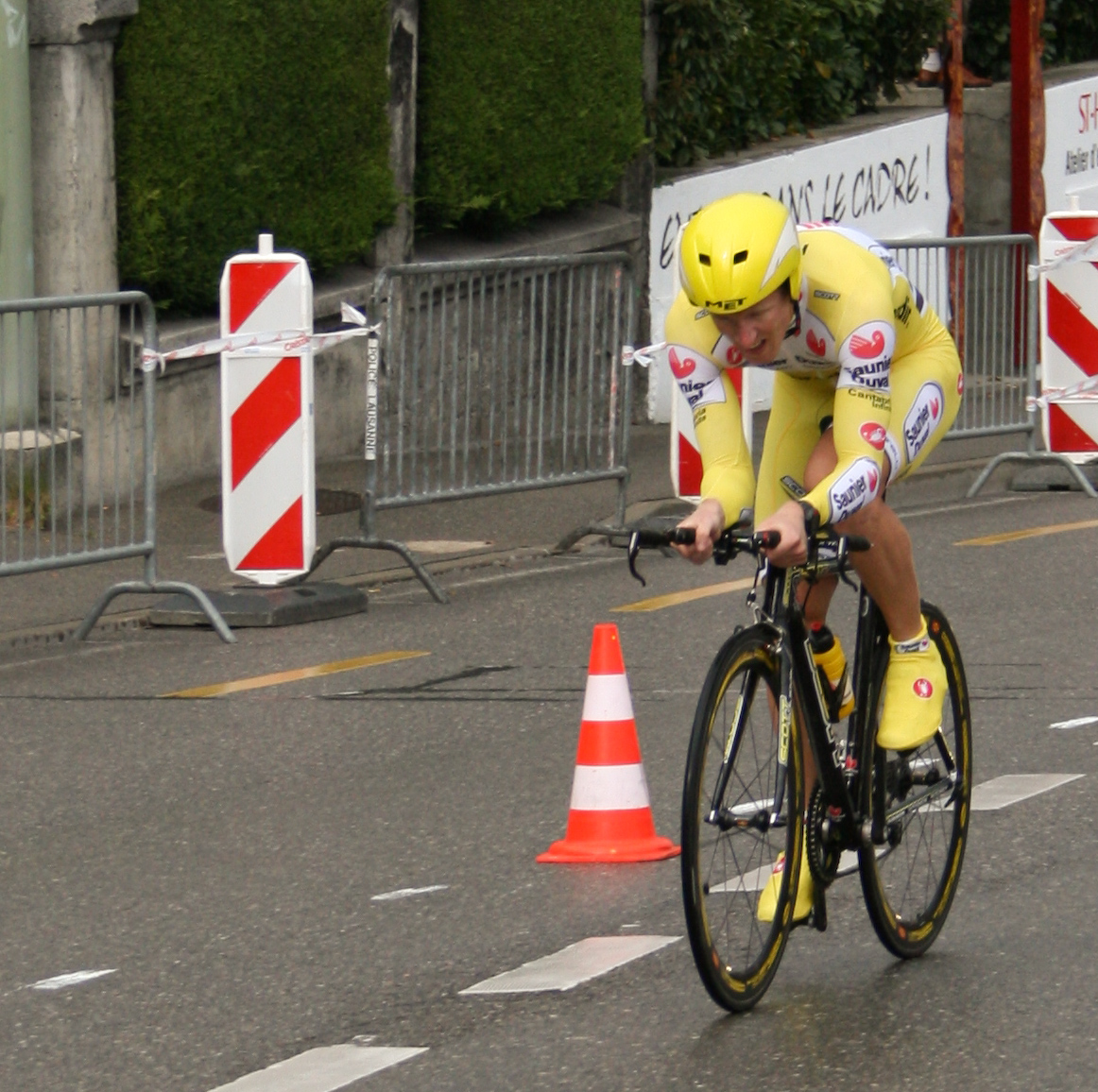
Remmert Wielinga bei der Tour de Romandie 2011

Remmert Wielinga (* 27. April 1978 in Eindhoven) ist ein ehemaliger niederländischer Radrennfahrer.
Nachdem Wielinga 1999 und 2000 die niederländischen Zeitfahrmeisterschaften der U23 gewonnen hatte, wurde er 2001 Profi bei De Nardi. Im Jahr 2003 gewann er jeweils eine Etappe der Ruta del Sol und der Mallorca Challenge. In den Jahren 2003 bis 2007 fuhr er für die UCI ProTeams Rabobank, Quick Step-Innergetic und Saunier Duval-Prodir. In dieser Zeit fuhr er die Tour de France 2003 und den Giro d’Italia 2006, konnte die Rennen aber nicht beenden. 2006 siegte er beim schweizerischen Eintagesrennen GP Chiasso. Nachdem er 2011 bei der Tour of Yeroskipos, einem Etappenrennen des griechischen Radsportkalenders, den zweiten Platz der Gesamtwertung belegte, schied er zur Jahresmitte aus dem Dienst des Teams Itera-Katusha aus. Danach war er nicht mehr bei einem internationalen Radsportteam unter Vertrag.

## Erfolge
1999
- Niederländische U23-Zeitfahrmeisterschaften

2000
- Niederländische U23-Zeitfahrmeisterschaften

2003
- Trofeo Calvia
- eine Etappe Ruta del Sol

2006
- GP Chiasso

## Teams
- 2001 De Nardi-Pasta Montegrappa
- 2002 De Nardi-Pasta Montegrappa
- 2003 Rabobank
- 2004 Rabobank
- 2005 Rabobank
- 2006 Quick Step-Innergetic
- 2007 Saunier Duval-Prodir
- 2011 Itera-Katusha (bis 30.06.)